# Aleuroclava cordii
Aleuroclava cordii là một loài côn trùng cánh nửa trong họ Aleyrodidae, phân họ Aleyrodinae.
Aleuroclava cordii được Qureshi miêu tả khoa học đầu tiên năm 1982.